# Sayem
Sylvain Mignot (auch Sayem oder DJ Sayem; * 1980) ist ein französischer Produzent elektronischer Musik aus Toulouse. Unter dem Namen Marian Goledzinowski ist er auch Fotograf.

## Leben und Werk
Sayem hat seit 2004 vor allem Remixes von Liedern insbesondere französischer Musiker produziert, unter anderem mit der französischen Rap-Gruppe La Caution und der Band Cassius. 2006 produzierte er die Musik für eine Werbekampagne von Nokia, sowie für die in Frankreich durchgeführte Rugby-Union-Weltmeisterschaft 2007. Sein erstes Album Phonogénique erschien 2007. Sayem lebt in Paris.
Er wurde Künstlermanager (Canine, Songe, Molecule, Khadyak, Marie Flore, Torb). Er war für die kreative Produktion bei FGO-Barbara und Les Trois Baudets verantwortlich und hat mit mehr als 300 Künstlern (wie Eddy de Pretto, Aloïse Sauvage und Bonnie Banane usw.) zusammengearbeitet.
Er ist seit 2016 auch Fotograf und arbeitet zum Beispiel mit Julien Doré an seinen Alben, Musikvideos und Tourneen zusammen.

## Diskographie

### EPs / Alben
- 2004: EP Phonogénique
- 2008: Album Phonogénique
- 2011: Album A City Gone Mad W/ Fever

### Diverses
- 2006: Werbekampagne von Nokia
- 2006: Werbekampagne der Rugby-Union-Weltmeisterschaft 2007

### Remixes
- 2004: Happy Violentime von Miss Kittin
- 2004: La Femme Au 1000 Amants von Alexis HK
- 2007: Rock Number One von Cassius
- 2007: And The Living Is Easy von Guts le Bienheureux
- 2007: Woman In Uniform von Bogart and the Addictives